# Natronincola histidinovorans
Natronincola histidinovorans è una specie di batterio appartenente alla famiglia delle Clostridiaceae.